# روبرت ژاک (بازیکن فوتبال، زاده ۱۹۴۷)
روبرت ژاک (انگلیسی: Robert Jacques؛ زادهٔ ۱۱ سپتامبر ۱۹۴۷) بازیکن فوتبال اهل فرانسه است.
از باشگاه‌هایی که در آن بازی کرده‌است می‌توان به باشگاه فوتبال تروا، باشگاه فوتبال والنسین، باشگاه فوتبال ستاره سرخ، و باشگاه فوتبال استاد رنس اشاره کرد.